# Bahnstrecke Limbach–Wittgensdorf
| Ausschnitt der Streckenkarte Sachsen (1902) |                      |                                 |                                 |
| Streckennummer: | 6636; sä. LW         |                                 |                                 |
| Kursbuchstrecke (DB): | 526 (1999)           |                                 |                                 |
| Streckenlänge: | 6,403 km             |                                 |                                 |
| Spurweite: | 1435 mm (Normalspur) |                                 |                                 |
| Maximale Neigung: | 11,1 ‰               |                                 |                                 |
| Minimaler Radius: | 350 m                |                                 |                                 |
| |                      |                                 |                                 |
| \| \| 0,000 \| (Streckenbeginn) \| (Streckenbeginn) \| \| \| \| von Oberfrohna \| \| \| \| 0,277 \| Limbach (Sachs) \| 370 m \| \| \| \| nach Wüstenbrand \| \| \| \| 1,926 \| ehemals EÜ Bahnhofstraße (16 m) \| ehemals EÜ Bahnhofstraße (16 m) \| \| \| \| Bundesautobahn 72 \| \| \| \| \| \| \| \| \| 3,370 \| Anst Tanklager Hartmannsdorf \| Anst Tanklager Hartmannsdorf \| \| \| 4,183 \| Hartmannsdorf (b Chemnitz) \| 372 m \| \| \| 4,570 \| ehemalige Bundesstraße 95 \| ehemalige Bundesstraße 95 \| \| \| 5,470 \| EÜ Wittgensdorfer Straße (16 m) \| EÜ Wittgensdorfer Straße (16 m) \| \| \| \| von Neukieritzsch \| \| \| \| 6,680 \| Wittgensdorf ob Bf \| 354 m \| \| \| 6,933 \| (Streckenende) \| (Streckenende) \| \| \| \| nach Chemnitz Hbf \| \| \| \| \| \| \| \| Quellen: [1][2] \| \| \| \| |                      |                                 |                                 |
| | 0,000                | (Streckenbeginn)                | (Streckenbeginn)                |
| Abzweig geradeaus und von rechts (Strecke außer Betrieb) |                      | von Oberfrohna                  | von Oberfrohna                  |
| Bahnhof (Strecke außer Betrieb) | 0,277                | Limbach (Sachs)                 | 370 m                           |
| Abzweig geradeaus und nach rechts (Strecke außer Betrieb) |                      | nach Wüstenbrand                | nach Wüstenbrand                |
| Brücke (Strecke außer Betrieb) | 1,926                | ehemals EÜ Bahnhofstraße (16 m) | ehemals EÜ Bahnhofstraße (16 m) |
| Strecke mit Straßenbrücke (Strecke außer Betrieb) |                      | Bundesautobahn 72               | Bundesautobahn 72               |
| |                      |                                 |                                 |
| Abzweig geradeaus und nach rechts | 3,370                | Anst Tanklager Hartmannsdorf    | Anst Tanklager Hartmannsdorf    |
| ehemaliger Bahnhof | 4,183                | Hartmannsdorf (b Chemnitz)      | 372 m                           |
| Strecke mit Straßenbrücke | 4,570                | ehemalige Bundesstraße 95       | ehemalige Bundesstraße 95       |
| Brücke | 5,470                | EÜ Wittgensdorfer Straße (16 m) | EÜ Wittgensdorfer Straße (16 m) |
| Abzweig geradeaus und von links |                      | von Neukieritzsch               | von Neukieritzsch               |
| Bahnhof | 6,680                | Wittgensdorf ob Bf              | 354 m                           |
| Kilometer-Wechsel | 6,933                | (Streckenende)                  | (Streckenende)                  |
| Strecke |                      | nach Chemnitz Hbf               | nach Chemnitz Hbf               |
| |                      |                                 |                                 |
| Quellen: |                      |                                 |                                 |

Die Bahnstrecke Limbach (Sachs)–Wittgensdorf ob Bf war eine Nebenbahn in Sachsen. Sie verlief von Limbach-Oberfrohna nach Wittgensdorf an der Hauptbahn Neukieritzsch–Chemnitz. In Betrieb ist heute nur noch der kurze Abschnitt vom Anschluss Tanklager Hartmannsdorf, die restliche Strecke wurde im Jahr 2003 stillgelegt.

## Geschichte

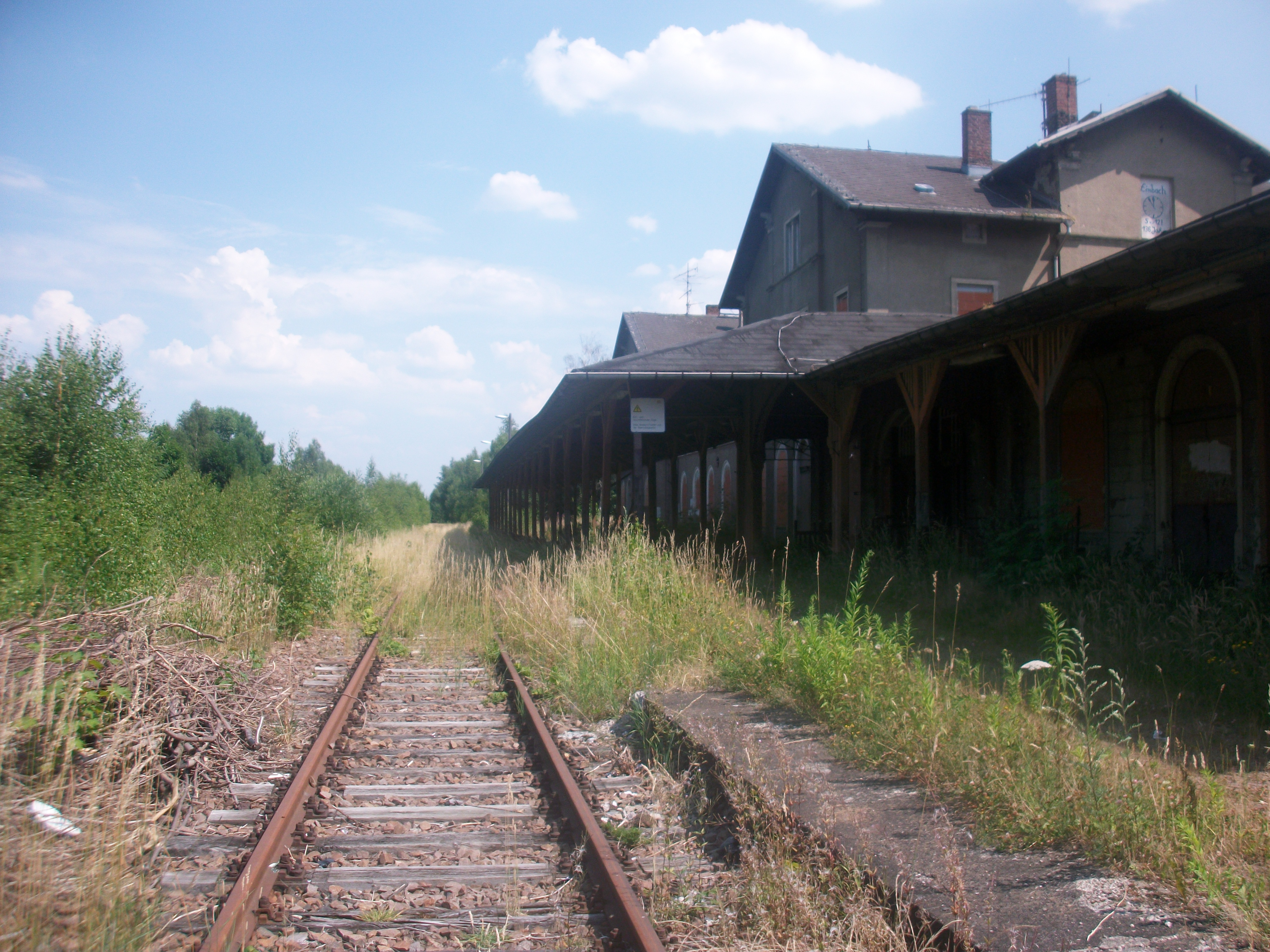
Ehemaliger Bahnhof Limbach (Sachs) in Limbach-Oberfrohna

Die Strecke Limbach–Wittgensdorf war schon bei der Planung der Hauptbahnverbindung Neukieritzsch–Chemnitz geplant worden. Sie wurde mit dieser am 8. April 1872 eröffnet. Am 30. November 1897 wurde die in Limbach abzweigende Strecke nach Wüstenbrand eröffnet, die vorrangig dem Kohleverkehr aus dem Lugau-Oelsnitzer Revier nach Limbach diente. 1913 folgte die kurze Strecke nach Oberfrohna.
1950 wurde der Verkehr auf der in Limbach abzweigenden Strecke nach Wüstenbrand eingestellt. In der DDR-Zeit verlagerte man einen Großteil des Reiseverkehrs auf schnellere und häufiger verkehrende Buslinien. Der Winterfahrplan 1981 wies trotzdem sieben Personenzugpaare aus, die teilweise von und nach Karl-Marx-Stadt Hbf (Chemnitz) verkehrten.
Der gesellschaftliche Umbruch im Osten Deutschlands 1989/90 war mit erheblichen Veränderungen verbunden. Innerhalb kürzester Zeit stellte ein Großteil der Betriebe im Einzugsgebiet ihre Produktion ein, was zu einem drastischen Einbruch der Verkehrsleistung im Personen- und Güterverkehr führte. Der Fahrplan 1993 ist vor allem am Berufsverkehr ausgerichtet, am Wochenende verkehrten nur vier Zugpaare. Der Güterverkehr wurde bis auf die Bedienung des Großtanklagers in Hartmannsdorf 1996 eingestellt.
Der letzte Fahrplan 1999 wies dagegen wieder acht Zugpaare in einem Zweistundentakt aus, die sämtlich von Chemnitz Hbf bis Oberfrohna durchgebunden wurden. Am 27. Mai 2000 wurde der Reiseverkehr eingestellt.
Am 11. Dezember 2001 genehmigte das Eisenbahn-Bundesamt (EBA) die Stilllegung der Strecke, vollzogen wurde sie am 31. August 2003. Erst am 11. Dezember 2005 wurde der weiterhin genutzte Abschnitt bis zum Anschluss Tanklager Hartmannsdorf in ein Nebengleis des Bahnhofes Wittgensdorf ob Bf umgewandelt.
Durch die Bahnhofsstraße, welche die Hartmannsdorfer Straße und die Obere Hauptstraße von Hartmannsdorf verbindet, und den Bau der Bundesautobahn 72 ist die Bahnstrecke an zwei Stellen unterbrochen.
Seit dem 11. Dezember 2005 verkehrt zwischen Chemnitz, Limbach und Oberfrohna die Schnellbuslinie 526 im Bahnersatzverkehr für die vormalige Kursbuchstrecke 526 mit drei Halten in Limbach-Oberfrohna sowie weiteren drei in der Chemnitzer Innenstadt. Durchgeführt wird der Betrieb von der Regionalverkehr Erzgebirge (ehemals Autobus Sachsen GmbH) in Kooperation mit der City-Bahn Chemnitz. Eine Besonderheit ist die Linienführung über die Bundesautobahn 4, wodurch die Fahrzeit lediglich 30 Minuten beträgt.
Im März 2025 pachtete der Verkehrsverbundes Mittelsachsen (VMS) die Strecke von Limbach bis zur Bundesautobahn 72 von DB InfraGO. Der Umbau zur Regionalstadtbahn von Chemnitz nach Oberfrohna ist bis Mitte der 2030er Jahre vorgesehen.

## Streckenbeschreibung

### Verlauf
Die knapp 7 Kilometer lange Bahnstrecke beginnt im heute stillgelegten Bahnhof Limbach (Sachs) im gleichnamigen Stadtteil der Stadt Limbach-Oberfrohna. Sie verläuft nach Osten in Richtung Wittgensdorf. Die ersten 2 Kilometer der Strecke sind stillgelegt, wobei die Gleise noch auf dem Hochdamm liegen, teilweise sogar zwei Gleise parallel. Kurz hinter der Straße „Am Tännigt“ bog einst die Bahnstrecke Limbach-Wüstenbrand in Richtung Kändler nach rechts ab. Parallel zum Bahndamm der Strecke Limbach-Wittgensdorf entstand mit dem „Ostring“ ein Autobahnzubringer zur Abfahrt „Chemnitz-Röhrsdorf“. Im Zuge des Ostrings wurde die Anbindung der Bahnhofstraße nach Hartmannsdorf verändert, dabei wurde die Eisenbahnüberführung ersatzlos abgerissen. Eine zweite Unterbrechung des Bahndamms wurde durch die Bundesautobahn 72 geschaffen. Jenseits der Autobahn ist die Bahnstrecke gegenwärtig ab dem Abzweig zum Tanklager in Hartmannsdorf als Anschlussgleis in Betrieb, jedoch wurde der Bahnhof Hartmannsdorf (b Chemnitz) stillgelegt. Nach 6,68 Kilometern mündet die Bahnstrecke in Wittgensdorf ob Bf in die bestehende Bahnstrecke Neukieritzsch–Chemnitz ein.

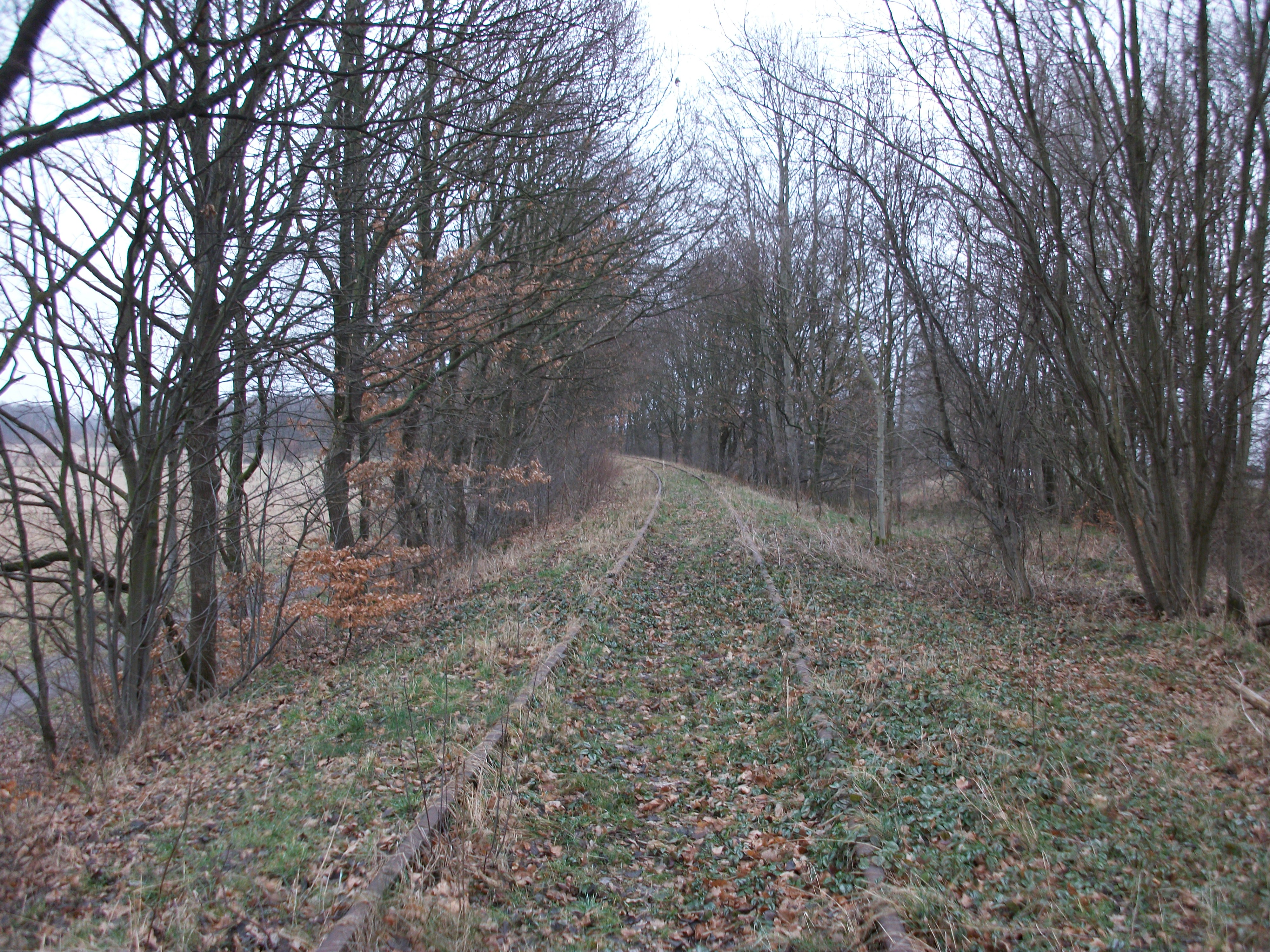
Limbach, Bahndamm Richtung Hartmannsdorf (2016)
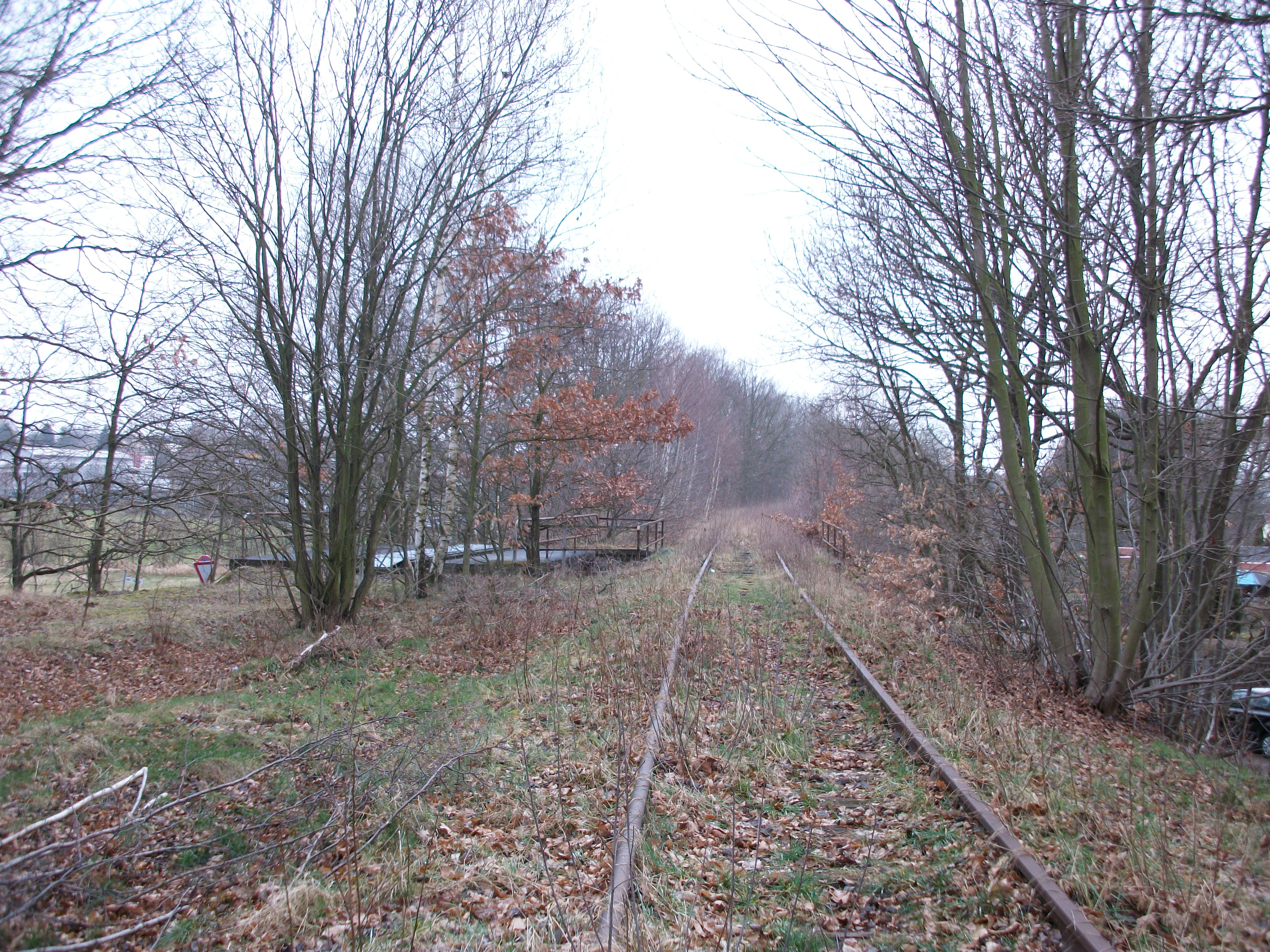
Limbach, Bahndamm Richtung Limbach (2016)

### Betriebsstellen
Limbach (Sachs) ⊙

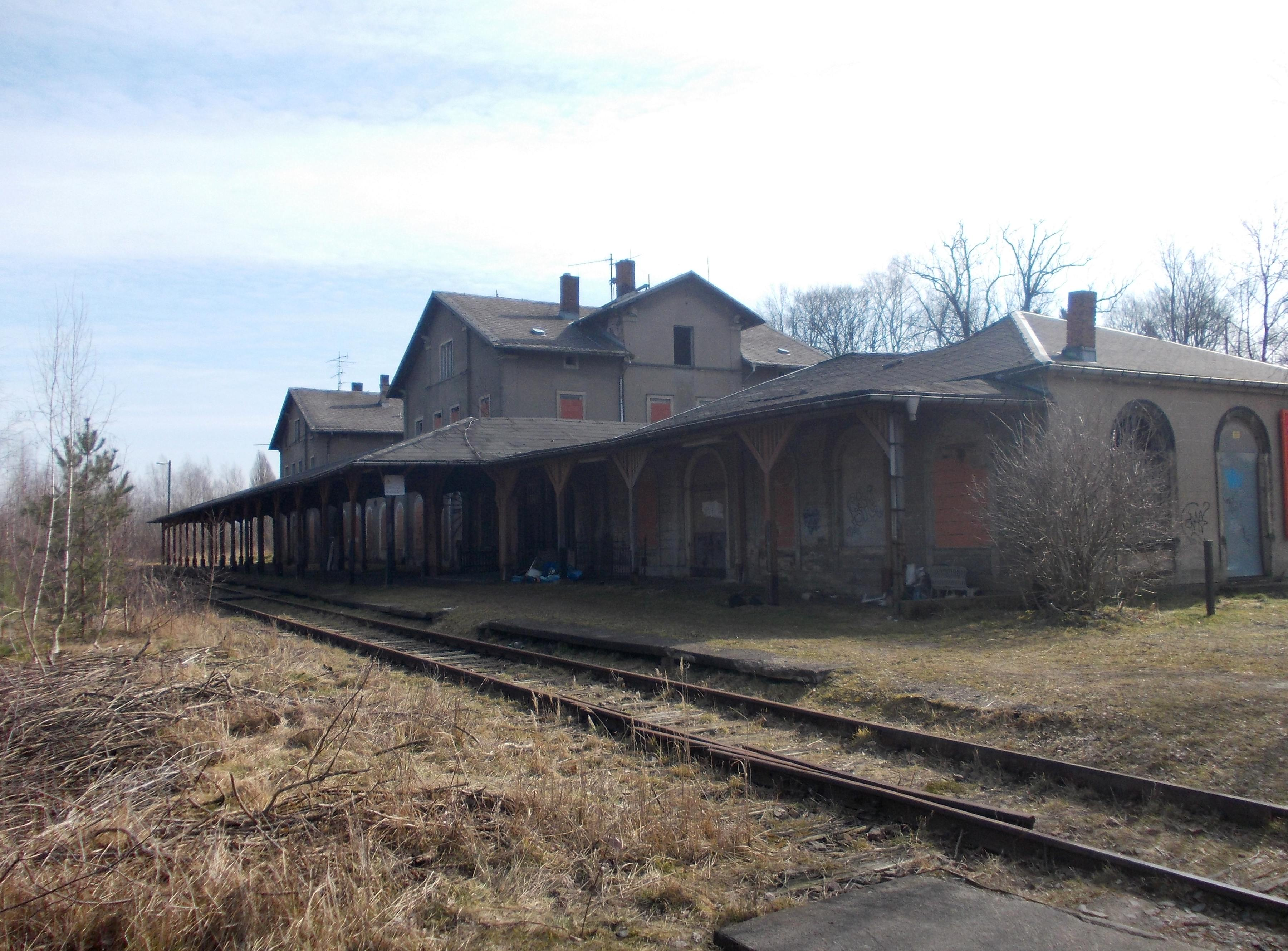
Bahnhof Limbach (Sachs), Gleisseite (2015)

Der Bahnhof Limbach wurde am 8. April 1872 zusammen mit der Bahnstrecke Neukieritzsch–Chemnitz und der in Wittgensdorf ob Bf in diese mündenden Bahnstrecke Limbach-Wittgensdorf eröffnet. 1897 folgte die Eröffnung der Bahnstrecke Limbach-Wüstenbrand und 1913 die der Bahnstrecke Limbach–Oberfrohna, wodurch der Bahnhof Limbach zu einem Knotenpunkt wurde.
Er trug folgende Namen:
- bis 1902: Limbach
- bis 1904: Limbach bei Chemnitz
- bis 1911: Limbach (Sachsen)
- bis 1933: Limbach (Sa)
- seit 1933: Limbach (Sachs)

1950 endete der Personenverkehr auf der Bahnstrecke nach Wüstenbrand. Danach fanden auf einem Teilstück noch Fahrten im Güterverkehr bis Röhrsdorf (letztmals 1959) bzw. zum Umspannwerk Röhrsdorf und zum Bahnhof Kändler (bis 1994) statt.
Seit der Einstellung des Personenverkehrs auf der Strecke von Wittgensdorf ob Bf bis Oberfrohna im Jahr 2000 und der Stilllegung im Jahr 2003 ist der Bahnhof außer Betrieb. Eine Reaktivierung im Rahmen des Chemnitzer Modells ist denkbar. Das Areal des Bahnhofs befindet sich am Ostring und hinterlässt einen verwahrlosten Eindruck. Im Jahr 2015 wurde der Mittelbau des Empfangsgebäudes sowie die Empfangs- und Gepäckhalle abgerissen. Die beiden mehrstöckigen Seitenflügel blieben dabei erhalten.
Hartmannsdorf (b Chemnitz) ⊙

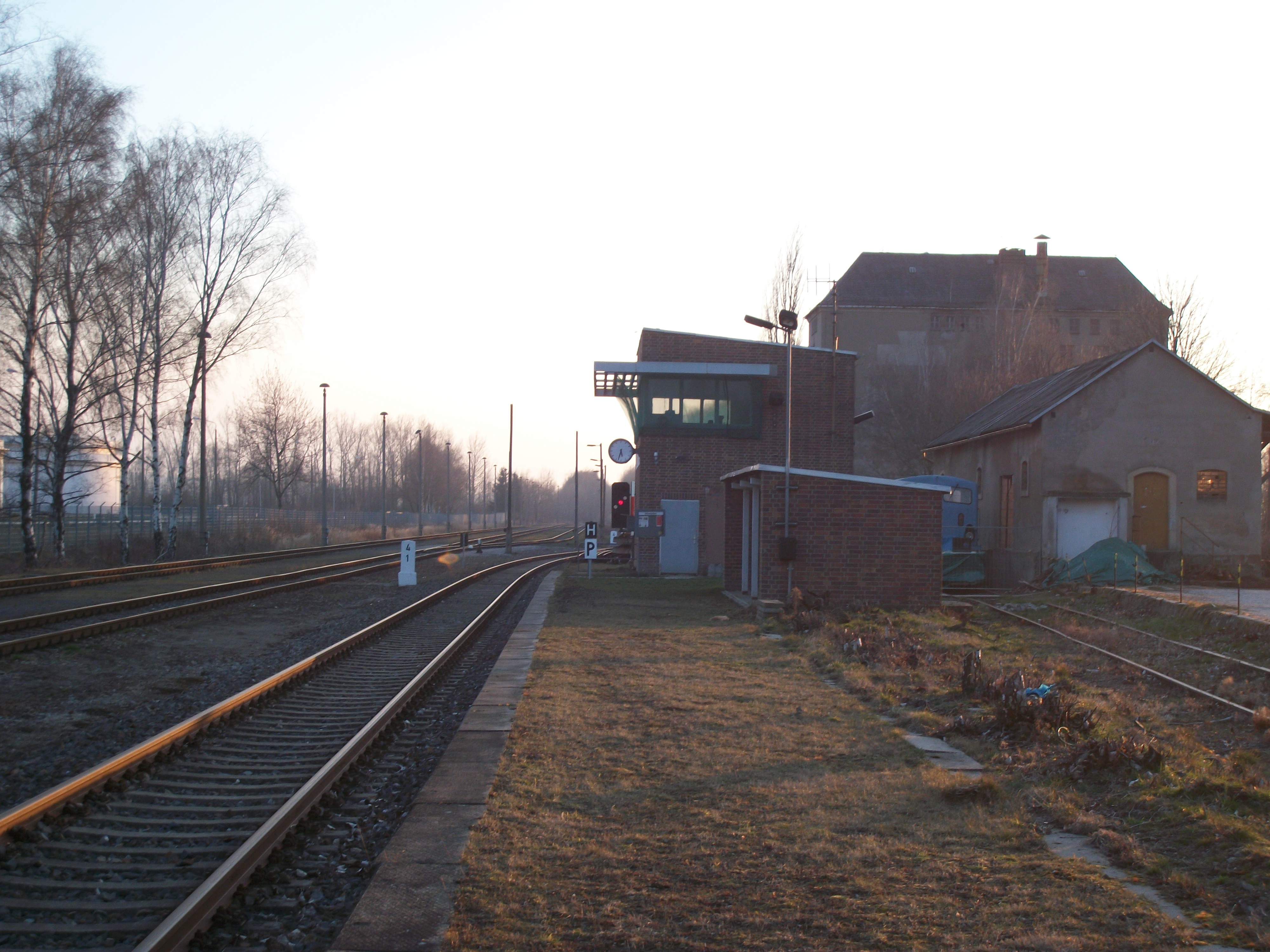
Bahnhof Hartmannsdorf (b Chemnitz) (2016)

Der Bahnhof Hartmannsdorf (b Chemnitz) wurde am 8. April 1872 zusammen mit der Bahnstrecke Neukieritzsch-Chemnitz und der in Wittgensdorf ob Bf in diese mündenden Bahnstrecke Limbach-Wittgensdorf als Haltestelle eröffnet. 1905 erfolgte die Hochstufung zum Bahnhof. Er trug folgende Namen:
- bis 1893: Hartmannsdorf
- bis 1911: Hartmannsdorf bei Limbach
- bis 1931: Hartmannsdorf bei Limbach (Sa)
- bis 1933: Hartmannsdorf b Chemnitz
- seit 1933: Hartmannsdorf (b Chemnitz)
- seit 1953: Hartmannsdorf (b Karl-Marx-Stadt)
- seit 1990: Hartmannsdorf (b Chemnitz)

Am 28. Mai 2000 wurde der Personenverkehr im Bahnhof Hartmannsdorf (b Chemnitz) eingestellt. Die Gleise im Bahnhofsgelände werden zur Belieferung des hinter dem Bahnhof liegenden Großtanklagers Hartmannsdorf noch genutzt. Sie wurden 2005 zu einem Nebengleis des Bahnhofs Wittgensdorf ob Bf umgewandelt.
Wittgensdorf ob Bf ⊙
Wittgensdorf ob Bf wurde am 8. April 1872 als Bahnhof Wittgensdorf an der Bahnstrecke Neukieritzsch–Chemnitz eröffnet. Da hier seit der Eröffnung des Bahnhofs die Bahnstrecke Limbach–Wittgensdorf abzweigte, gehörte Wittgensdorf oberer Bahnhof von Anfang an zu den wichtigen Betriebsstellen. Bedeutend war in der Anfangszeit auch der Güterverkehr, dieser Bahnhof da für zahlreiche Fabriken aus dem Chemnitztal der nächstliegende Bahnhalt war. Nachdem 1902 die Bahnstrecke Wechselburg–Küchwald eröffnet worden war, ging der Güterverkehr erheblich zurück, da die Gemeinde Wittgensdorf nun mit Unterwittgensdorf einen zweiten Bahnhof an jener Strecke erhielt, der für die Fabriken wesentlich günstiger lag. 1927 erfolgte die Umbenennung dieser beiden Bahnhöfe von Wittgensdorf in Wittgensdorf ob Bf und Unterwittgensdorf in Wittgensdorf unt Bf.

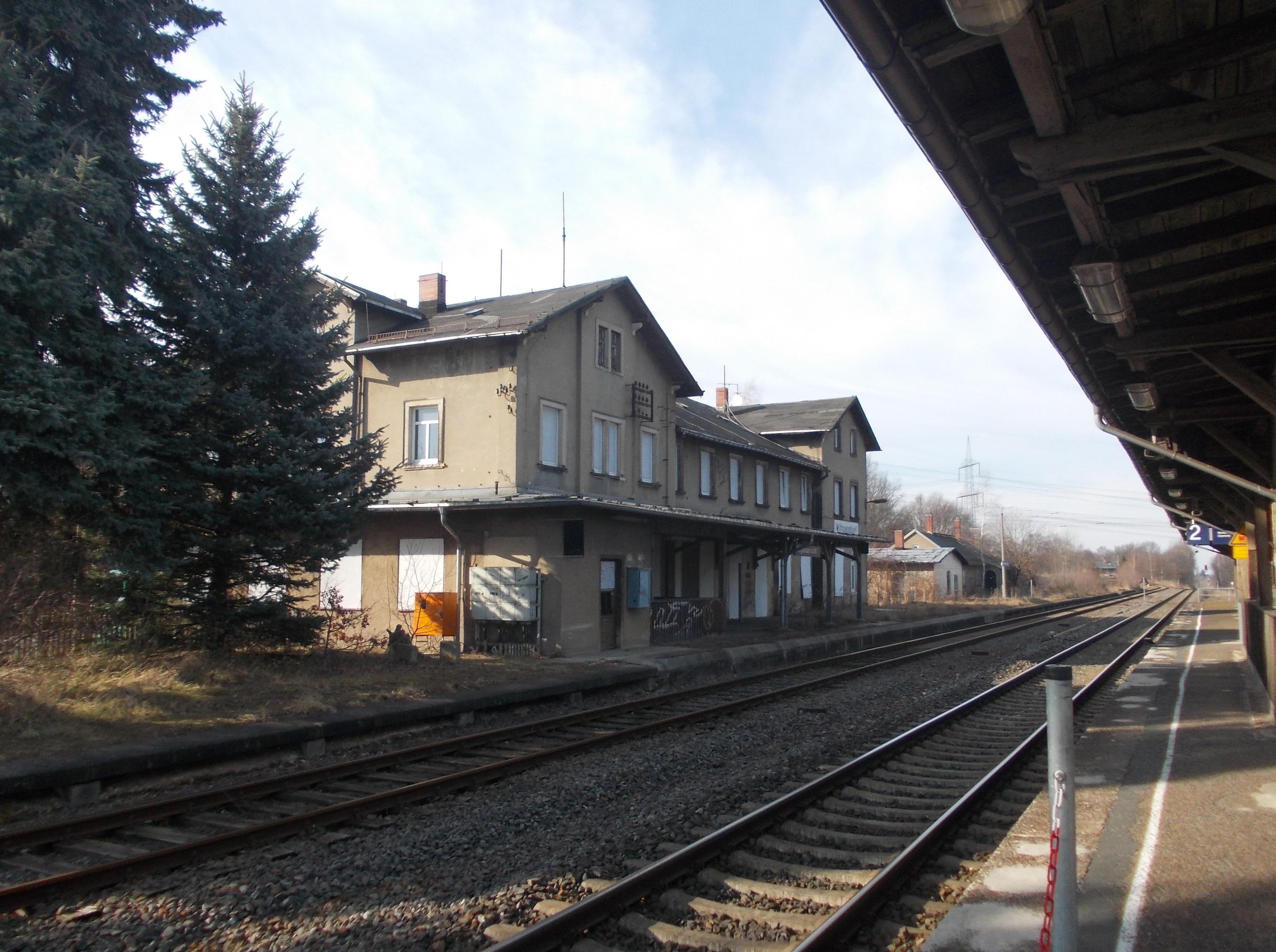
Wittgensdorf ob Bf, alter Standort bis 2017

Der Verkehr auf der Strecke nach Limbach-Oberfrohna wurde 2001 eingestellt. Dennoch hat die Station eine große betriebliche Bedeutung, da ein kurzes Teilstück bis zu einem Tanklager in Hartmannsdorf (bei Chemnitz) regelmäßig bedient wird. Seit 2005 ist dieser Anschluss ein Nebengleis des Bahnhofs.